# Veľký Tribeč (geomorfologický podcelek)
Veľký Tribeč je geomorfologický podcelek pohoří Tribeč. Zabírá nejvyšší, centrální část a nejvyšší vrcholem je 829,6 m n. m. vysoký Veľký Tribeč.

## Vymezení
Podcelek zabírá centrální část pohoří a odděluje Ponitří na severozápadě od Požitaví na jihovýchodě. Severním směrem sousedí Nitranská pahorkatina (podcelek Podunajské pahorkatiny), na východě pokračuje Tribeč podcelkem Rázdiel. Jižním směrem leží Podunajská pahorkatina a její podcelek Požitavská pahorkatina a na západě navazuje opět Tribeč s podcelkem Jelenec.

## Členění
Podcelek má tři geomorfologické části:
- Vysoký Tribeč - zabírá centrální část
- Zlatnianske predhorie - zabírá jižní a jihozápadní část
- Hornonitrianske predhorie - zabírá severní část

## Vybrané vrchy
- Veľký Tribeč (830 m n. m.) - nejvyšší vrch pohoří
- Malý Tribeč (769 m n. m.)
- Javorový vrch (731 m n. m.)
- Medvedí vrch (719 m n. m.)

## Ochrana přírody
Západní část území patří do Chráněné krajinné oblasti Ponitrie, z maloplošných území zde leží národní přírodní rezervace Hrdovická, přírodní rezervace Kovarská hôrka a Solčiansky háj a jedinečný chráněný areál Zubří obora v Topoľčiankách. Z historických památek se na jižním okraji nachází Čierny hrad.